# John Alcorn
 (novembre 2018).
Si vous disposez d'ouvrages ou d'articles de référence ou si vous connaissez des sites web de qualité traitant du thème abordé ici, merci de compléter l'article en donnant les références utiles à sa vérifiabilité et en les liant à la section « Notes et références ».
John Alcorn (New York, 10 février 1935 - Lyme, 27 janvier 1992) est un artiste et designer américain, illustrateur de livres pour enfants. Outre ses réalisations dans les domaines de l'emballage, du design d'entreprise et du design dimensionnel, Alcorn a conçu les titres d'ouverture de plusieurs films de Federico Fellini. Au cours de sa carrière, Alcorn a créé de nombreuses jaquettes de livres et couvertures de livres de poche, et son travail a été présenté dans de nombreuses expositions importantes.

## Biographie

### Petite enfance et éducation
Né à New York, John Alcorn est né dans le quartier résidentiel de Corona, dans le Queens, en 1935. À l'âge de cinq ans, sa famille a déménagé à Great Neck, Long Island.  Il a fait ses études dans les écoles locales.  Il a étudié les arts graphiques à la Cooper Union.  Au cours de ses deux premières années chez Cooper Union, il a étudié le dessin, la calligraphie, l'architecture, la mécanique de la typographie et le design dimensionnel.  Au cours de sa dernière année, il a étudié l’illustration, les graphiques et la conception publicitaire.